# Cemitério de Chala

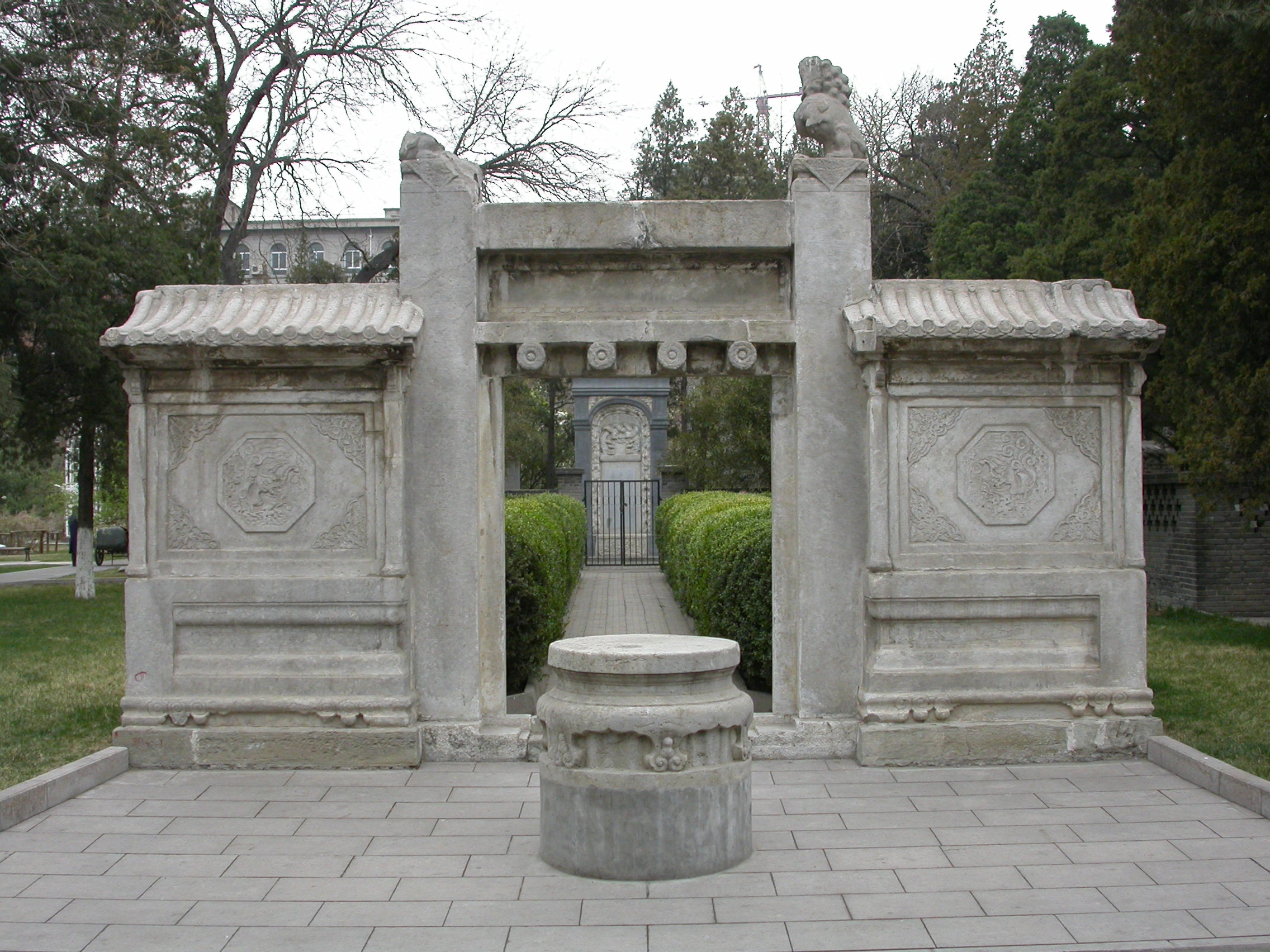
Portal do Cemitério de Chala com a lápide de Matteo Ricci ao fundo

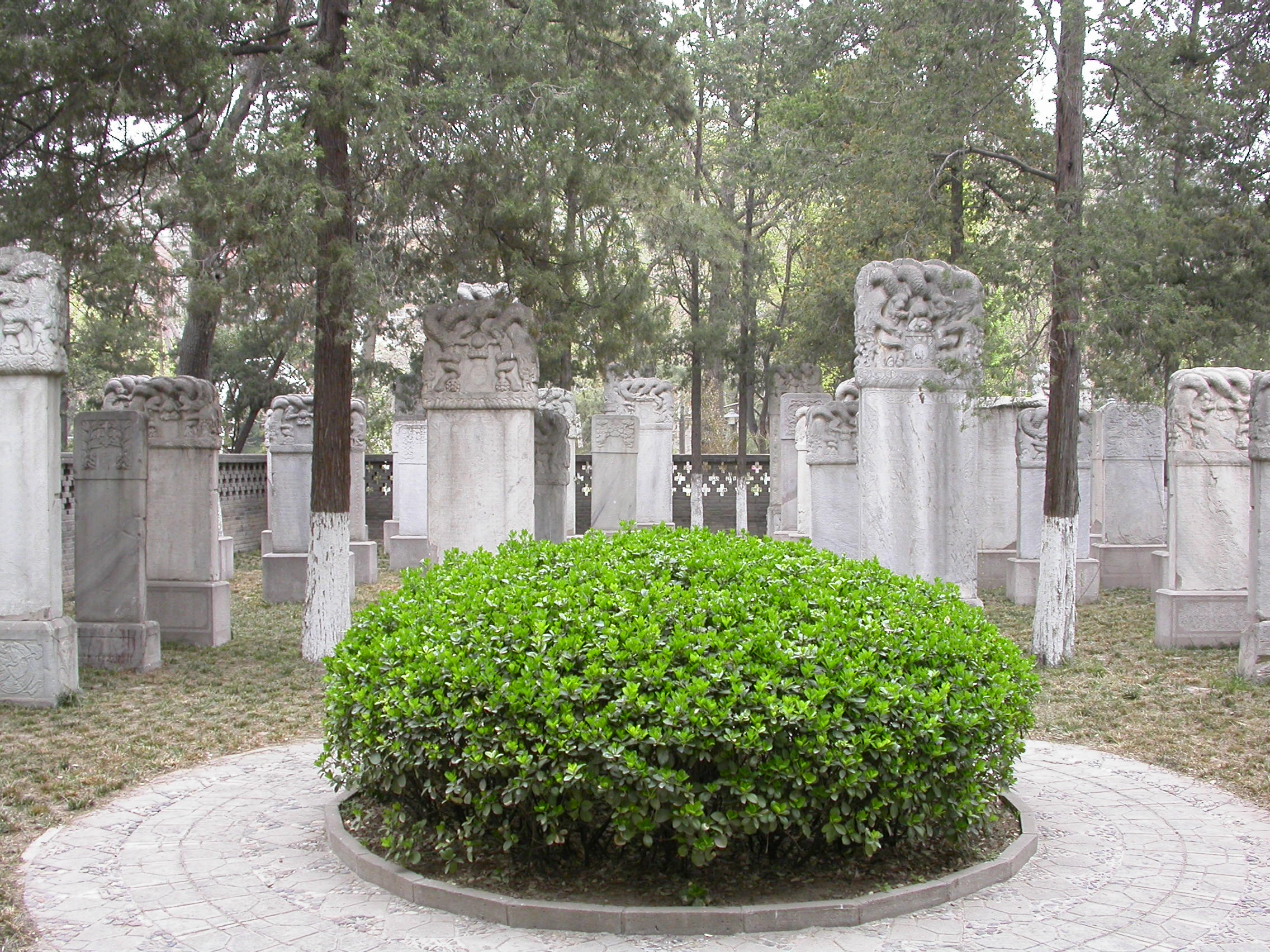
Lápides jesuítas reerguidas no Cemitério de Chala

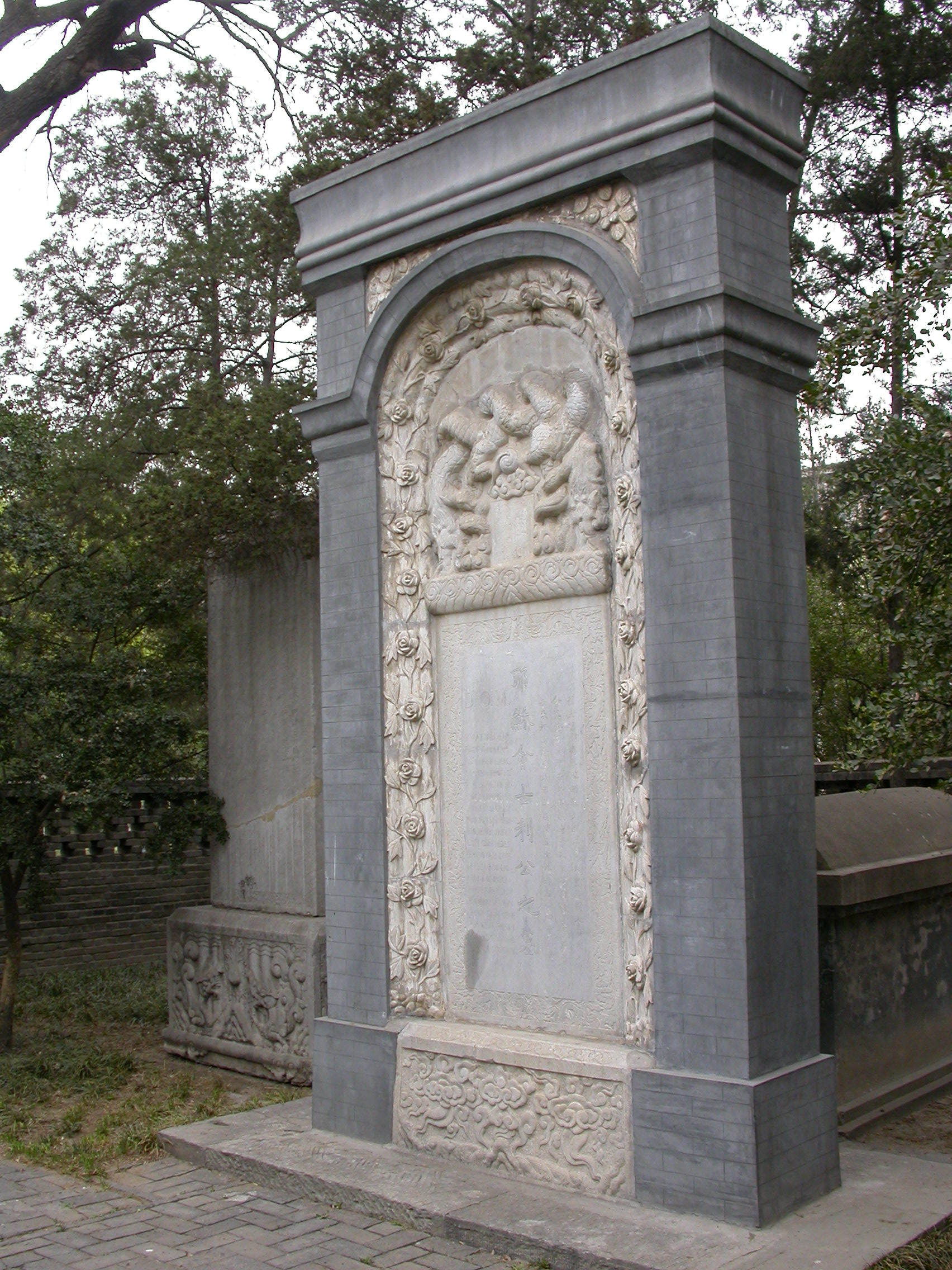
Lápide de Matteo Ricci, início do século XVII, com alvenaria ao redor adicionada no início do século XX

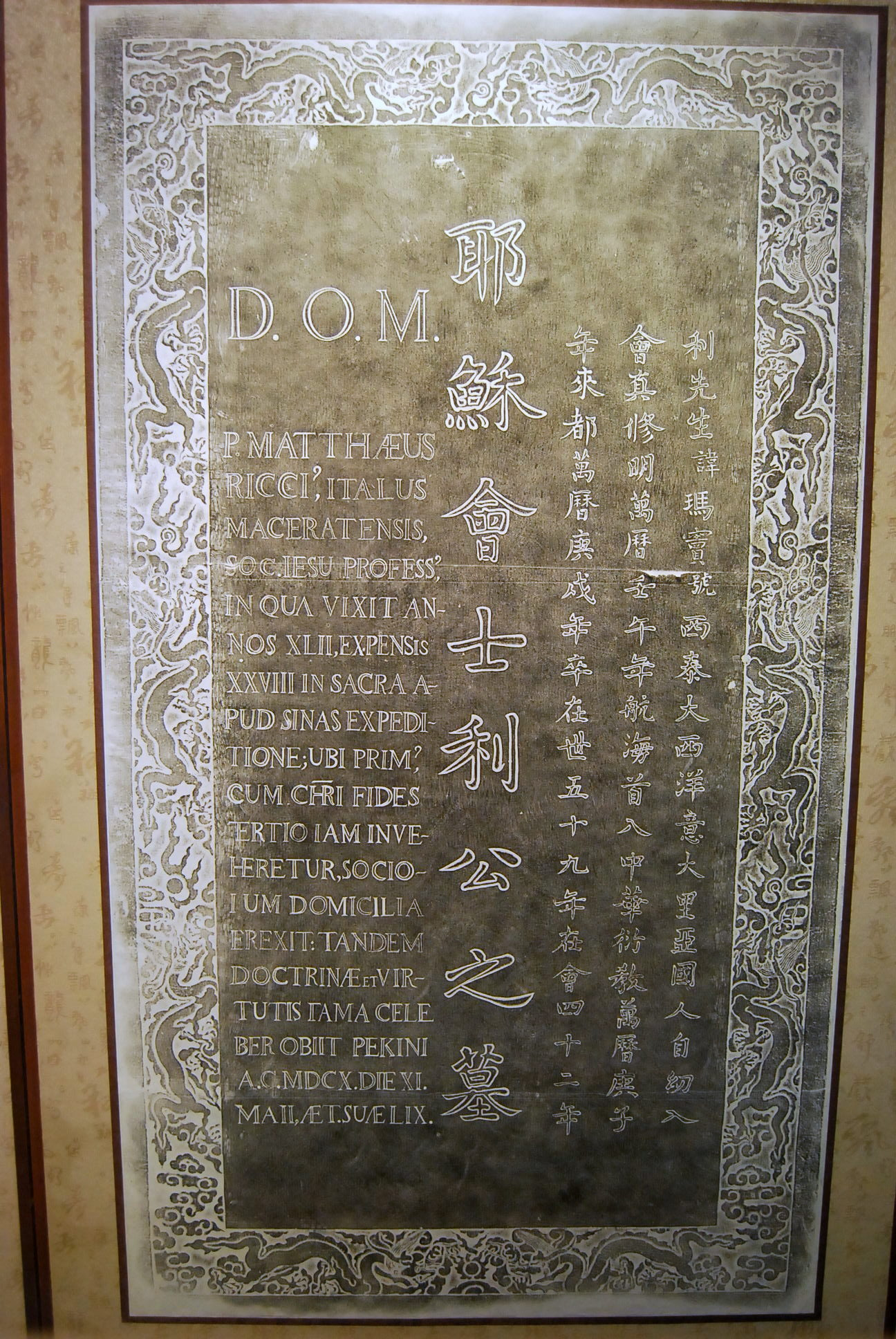
Epitáfio bilíngue de Ricci em latim (à esquerda) e chinês (à direita)

O Cemitério de Chala ou Cemitério Zhalan (em chinês:  栅栏墓地, transl. ténggōng zhàlan) é um antigo cemitério jesuíta em Pequim. Foi inicialmente estabelecido no final da dinastia Ming para o sepultamento de Matteo Ricci. Sua configuração atual é uma restauração usando lápides esculpidas originais, após vários episódios de profanação e turbulência durante a Rebelião dos Boxers, a década de 1950 e a Revolução Cultural Chinesa.

## História
Ricci desejava ser enterrado em Pequim, uma rara honra para um estrangeiro não chinês e um reconhecimento do status da Igreja Católica no Império. Após sua morte em 11 de maio de 1610, o Imperador Wanli permitiu que Diego de Pantoja criasse um cemitério. A decisão imperial foi implementada em um lote que havia sido recentemente confiscado de um eunuco em desgraça, fora do portão Fuchengmen das fortificações da cidade de Pequim. Uma cerimônia fúnebre foi realizada em 22 de abril de 1611, com uma procissão a partir das instalações dos jesuítas onde está agora a Catedral da Imaculada Conceição. O caixão de Ricci permaneceu na capela do cemitério por vários meses até ser finalmente enterrado em novembro de 1611.
Outros jesuítas foram enterrados no local nos anos seguintes. Em 1654 Johann Adam Schall von Bell obteve do Imperador Shunzhi autorização para ampliar o cemitério. O próprio Shall von Bell foi enterrado lá em 1666.
Após a Supressão da Companhia de Jesus pela Santa Sé em 1773, os Lazaristas cuidaram do cemitério, depois os arquimandritas da Igreja Ortodoxa Chinesa, depois novamente a Igreja Católica.
O cemitério foi vandalizado em 1900 durante a Rebelião dos Boxers, e os ossos dos jesuítas enterrados foram dispersos. Sua restauração, estipulada pelo Protocolo Boxer, incluiu a moldura de tijolos de algumas das lápides delicadamente esculpidas. Ao mesmo tempo, uma igreja dedicada a Maria foi erguida nas proximidades (Igreja Maweigou).
Em meados da década de 1950 restos mortais incluindo centenas de lápides foram movidos para a área de Xibeiwang em Pequim (atual Cemitério Católico). Uma escola do Partido Comunista da China, agora Instituto de Administração de Pequim, foi estabelecida no local do cemitério. Por causa de seu significado histórico, no entanto, as lápides de Ricci, Johann Adam Schall von Bell e Ferdinand Verbiest foram mantidas no terreno original. Outras lápides monumentais foram alinhadas contra a parede da Igreja Maweigou.
Durante a Revolução Cultural Chinesa o local foi novamente apontado como um símbolo de dominação estrangeira. Em vez de destruir as lápides, no entanto, os Guardas Vermelhos as enterraram, o que levou à sua preservação. A Igreja Maweigou foi demolida no início da década de 1970.
No final da década de 1970 Deng Xiaoping aprovou a restauração do túmulo de Matteo Ricci. As lápides de Ricci, Schall von Bell e Verbiest foram mais uma vez reerguidas onde se acreditava serem seus locais originais. 60 lápides originais adicionais foram reerguidas em 1984 em uma seção cercada, das quais 14 de convertidos chineses e 46 de missionários europeus.
Oscar Luigi Scalfaro, Jean-Luc Dehaene, Jorge Sampaio e Valéry Giscard d'Estaing estão entre as autoridades estrangeiras que visitaram o cemitério com os seus anfitriões oficiais chineses desde então.

## Lápides
As lápides combinam características ocidentais e chinesas de maneira única. Cada um delas é encimada por um dragão que enquadra o cristograma da Companhia de Jesus e inclui um texto em latim (à esquerda) e chinês (à direita). O epitáfio de Matteo Ricci, por exemplo, inclui informações biográficas resumidas.

## Sepulturas
Segue-se a lista dos missionários jesuítas e outros religiosos enterrados em Chala:
| N.º da sepultura | Imagem | Nome                                       | Nome (chinês tradicional/pinyin) | Congregação religiosa | Data de nascimento | Data de morte | Nacionalidade                  |
| ---------------- | ------ | ------------------------------------------ | -------------------------------- | --------------------- | ------------------ | ------------- | ------------------------------ |
| 1                |        | Matteo Ricci                               | 利玛窦                           | S.J.                  | 1552               | 1610          | Itália (Estados Papais)        |
| 2                |        | Johann Adam Schall von Bell                | 汤若望 (Tang Ruòwàng)            | S.J.                  | 1592               | 1666          | Sacro Império Romano-Germânico |
| 3                |        | Ferdinand Verbiest                         | 南怀仁 (Nan Huairen)             | S.J.                  | 1623               | 1688          | Países Baixos Espanhóis        |
| 4                |        | Giacomo Antonini                           | 任重道                           | S.J.                  | 1701               | 1739          | Itália                         |
| 5                |        | Ferdinand Augustin Haller von Hallerstein  | 劉松齡 (Liú Sōnglíng)            | S.J.                  | 1703               | 1774          | Carníola                       |
| 6                |        | Bartolomeu de Azevedo                      | 吴直方                           | S.J.                  | 1718               | 1745          | Reino de Portugal              |
| 7                |        | Crescenziano Cavalli                       | 伊克肋森                         | O.F.M.                | 1744               | 1791          | Itália                         |
| 8                |        | Joseph de Aguiar Souen                     | 孙觉人                           | S.J.                  | 1714               | 1752          | China (Qing)                   |
| 9                |        | Carlos de Resende                          | 高嘉乐                           | S.J.                  | 1664               | 1746          | Reino de Portugal              |
| 10               |        | Jean Hou                                   | 侯钰                             | S.J.                  | 1744               | 1773          | China (Qing)                   |
| 11               |        | Filippo Maria Huang                        | 黄之汉                           | Leigo                 | 1711               | 1776          | China (Qing)                   |
| 12               |        | Giacomo Rho                                | 罗雅谷 (Luo Yagu)                | S.J.                  | 1592               | 1638          | Itália                         |
| 13               |        | Johann Walter                              | 鲁仲贤                           | S.J.                  | 1708               | 1759          | Reino da Boémia                |
| 14               |        | Joseph Saraiva Chen                        | 沈东行                           | S.J.                  | 1709               | 1766          | China (Qing)                   |
| 15               |        | Giovanni Giuseppe Costa                    | 罗怀忠                           | S.J.                  | 1679               | 1747          | Itália                         |
| 16               |        | Kaspar Castner                             | 龐嘉賓                           | S.J.                  | 1665               | 1709          | Sacro Império Romano-Germânico |
| 17               |        | Jacques Brocard                            | 陆伯嘉                           | S.J.                  | 1664               | 1718          | Reino de França                |
| 18               |        | Jean Simonelli Ngai                        | 艾若翰                           | S.J.                  | 1714               | 1785          | China (Qing)                   |
| 19               |        | Paulo Soeiro Ts'ouei                       | 崔保禄                           | S.J.                  | 1724               | 1795          | China (Qing)                   |
| 20               |        | Inácio Francisco                           | 张伊纳爵                         | S.J.                  | 1725               | 1792          | Reino de Portugal              |
| 21               |        | Paulo da Cruz                              | 李保禄                           | Leigo                 | 1724               | 1795          | China (Qing)                   |
| 22               |        | António Duarte                             | 傅安多尼                         | Leigo                 | 1752               | 1799          | China (Qing)                   |
| 23               |        | João Francisco Cardoso                     | 麦大成                           | S.J.                  | 1677               | 1723          | Reino de Portugal              |
| 24               |        | Bernard Rodes                              | 罗德先                           | S.J.                  | 1646               | 1715          | Reino de França                |
| 25               |        | Francesco Giuseppe della Torre             | 哆啰                             | Leigo                 | 1741               | 1785          | Itália                         |
| 26               |        | Paulo de Mesquita                          | 麦有年                           | S.J.                  | 1692               | 1729          | Reino de Portugal              |
| 27               |        | Jean-François Xavier Regis Tch’en          | 陈圣修                           | Leigo                 | 1713               | 1776          | China (Qing)                   |
| 28               |        | Gabriel de Magalhães                       | 安文思                           | S.J.                  | 1610               | 1677          | Reino de Portugal              |
| 29               |        | Domingos Joaquim Ferreira                  | 福文高                           | C.M.                  | 1748               | 1824          | Reino de Portugal              |
| 30               |        | Louis Fan (Fan Shouyi)                     | 樊守义                           | S.J.                  | 1682               | 1753          | China (Qing)                   |
| 31               |        | Antoine Thomas                             | 安多                             | S.J.                  | 1644               | 1709          | Países Baixos Espanhóis        |
| 32               |        | Karl Slaviček                              | 严嘉乐                           | S.J.                  | 1678               | 1735          | Reino da Boémia                |
| 33               |        | José de Espina                             | 高慎思                           | S.J.                  | 1722               | 1788          | Reino de Portugal              |
| 34               |        | Ignace Hiu                                 | 许立正                           | S.J.                  | 1694               | 1757          | China (Qing)                   |
| 35               |        | Angelo da Borgo San Siro                   | 陆安                             | O.F.M.                | 1671               | 1723          | Itália                         |
| 36               |        | Louis de Pernon                            | 南光国                           | S.J.                  | 1664               | 1702          | Reino de França                |
| 37               |        | Ignaz Kögler (Ignatius Kögler)             | 戴进贤                           | S.J.                  | 1680               | 1746          | Sacro Império Romano-Germânico |
| 38               |        | Francisco Simões                           | 郭天爵                           | S.J.                  | 1650               | 1694          | Reino de Portugal              |
| 39               |        | Kilian Stumpf                              | 纪理安                           | S.J.                  | 1655               | 1720          | Sacro Império Romano-Germânico |
| 40               |        | Manuel de Matos                            | 罗启明                           | S.J.                  | 1725               | 1764          | Reino de Portugal              |
| 41               |        | Jean-Charles Étienne Froissard de Broissia | 習聖學                           | S.J.                  | 1660               | 1704          | Reino de França                |
| 42               |        | Guillaume Bonjour-Favre                    | 山遥瞻                           | O.S.A.                | 1669               | 1714          | Reino de França                |
| 43               |        | Charles Dolzé                              | 翟敬臣                           | S.J.                  | 1663               | 1701          | Reino de França                |
| 44               |        | Fernando Bonaventura Moggi                 | 利博明                           | S.J.                  | 1684               | 1761          | Itália                         |
| 45               |        | Lodovico Buglio                            | 利类思                           | S.J.                  | 1606               | 1682          | Itália                         |
| 46               |        | José Soares                                | 苏霖                             | S.J.                  | 1656               | 1736          | Reino de Portugal              |
| 47               |        | Pierre Jartoux                             | 杜德美                           | S.J.                  | 1669               | 1720          | Reino de França                |
| 48               |        | Paulo Li                                   | 李保禄                           | Leigo                 | 1860               | 1895          | China (Qing)                   |
| 49               |        | Félix da Rocha                             | 傅作霖                           | S.J.                  | 1713               | 1781          | Reino de Portugal              |
| 50               |        | Ehrenbert Xaver Fridelli                   | 費隱                             | S.J.                  | 1673               | 1743          | Arquiducado da Áustria         |
| 51               |        | Johann Terrenz Schreck                     | 邓玉函                           | S.J.                  | 1576               | 1630          | Sacro Império Romano-Germânico |
| 52               |        | António de Magalhães                       | 张安多                           | S.J.                  | 1677               | 1735          | Reino de Portugal              |
| 53               |        | Joseph A Remediis                          | 吴若翰                           | Leigo                 | 1764               | 1793          | China (Qing)                   |
| 54               |        | Eusebio da Cittadella                      | 叶宗孝                           | O.F.M.                | 1726               | 1785          | Itália                         |
| 55               |        | Anton Gogeisl                              | 鮑友管                           | S.J.                  | 1701               | 1771          | Sacro Império Romano-Germânico |
| 56               |        | Franz Stadlin                              | 林濟各                           | S.J.                  | 1658               | 1740          | Confederação Helvética         |
| 57               |        | Ignaz Sichelbarth                          | 艾启蒙                           | S.J.                  | 1708               | 1780          | Reino da Boémia                |
| 58               |        | João de Seixas                             | 林德瑶                           | S.J.                  | 1710               | 1785          | Reino de Portugal              |
| 59               |        | Pierre Frapperie                           | 樊繼訓                           | S.J.                  | 1664               | 1703          | Reino de França                |
| 60               |        | Giuseppe Castiglione                       | 郎世宁                           | S.J.                  | 1688               | 1766          | Itália                         |
| 61               |        | Florian Joseph Bahr                        | 魏繼晉                           | S.J.                  | 1706               | 1771          | Reino da Polónia               |
| 62               |        | Pierre Vincent de Tartre                   | 汤尚贤                           | S.J.                  | 1669               | 1724          | Reino de França                |
| 63               |        | Francisco Xavier A Rosario Ho              | 何天章                           | S.J.                  | 1667               | 1736          | China (Qing)                   |
| s/n              |        | Nicolò Longobardo                          | 龙华民                           | S.J.                  | 1559               | 1654          | Itália                         |
| s/n              |        | Teodorico Pedrini                          |                                  | S.J.                  | 1671               | 1746          | Itália                         |
| s/n              |        | Tomás Pereira                              | 徐日升                           | S.J.                  | 1645               | 1708          | Reino de Portugal              |